# Regalia władców Rosji

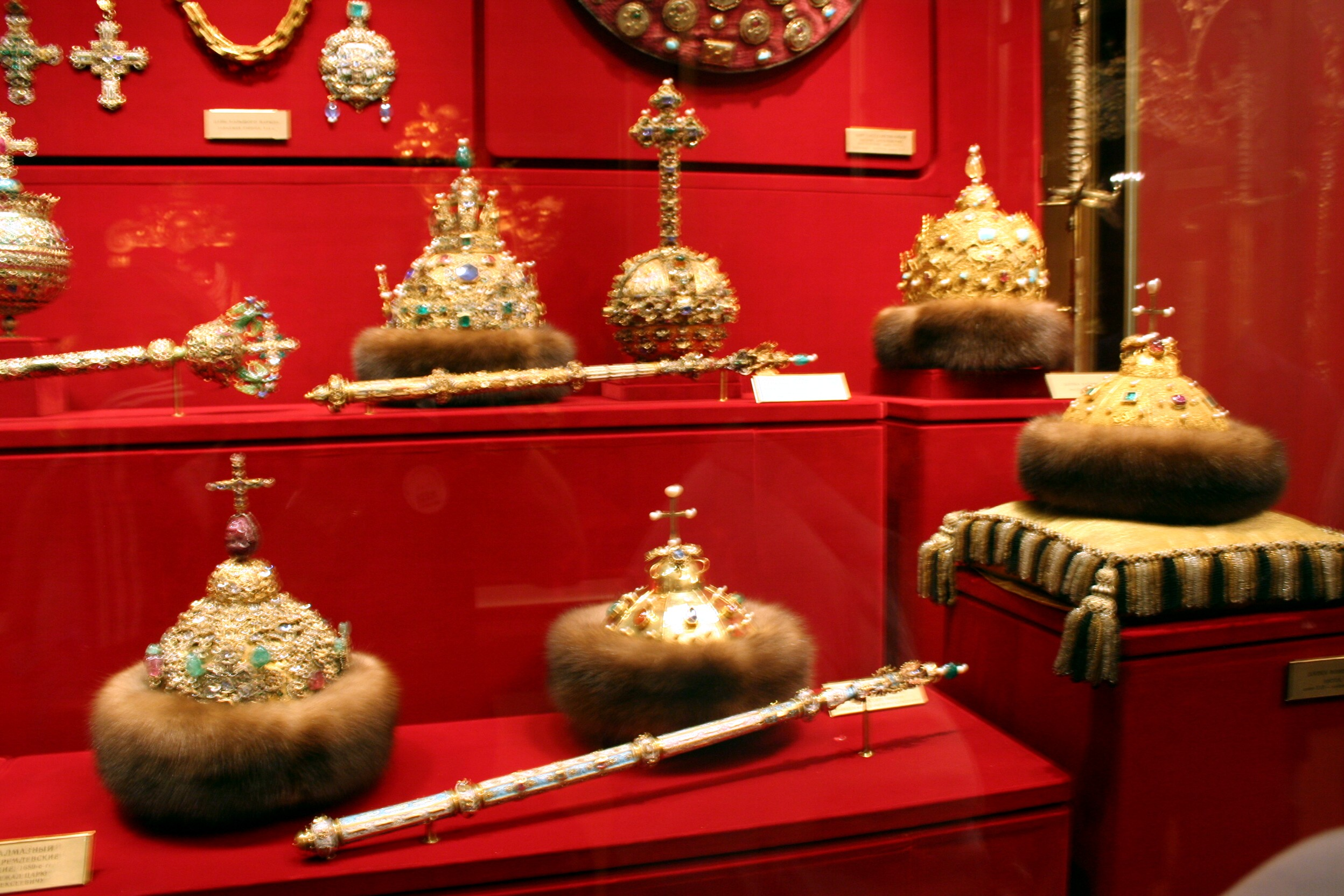
Insygnia carów rosyjskich

Regalia władców Rosji – insygnia władzy wielkich książąt, carów i cesarzy Rosji

## Opis
Do insygniów wielkich książąt moskiewskich należały barmas i czapka Monomacha. Pierwszy car rosyjski Iwan IV Groźny używał jako atrybutów władzy: krzyża, złotego łańcucha, barmasu i czapki Monomacha. Od czasów Fiodora I carowie używali berła, od czasów Borysa Godunowa również jabłka.
Od XVIII wieku wzorem europejskim cesarze rosyjscy używali jako oznaki władzy korony imperatorskiej, cesarskiego berła oraz jabłka. Zamiast złotego łańcucha przywdziewali łańcuchy najwyższych orderów Cesarstwa Rosyjskiego. 

## Miejsce przechowywania
Oznaki władzy monarchów rosyjskich pochodzą z czasów od XIII do XIX wieku. Przechowywane są w dwóch oddzielnych ekspozycjach na Kremlu w Moskwie. Kołpaki carskie i insygnia z okresu od XIII do XVII wieku oraz korony cesarskie z pierwszej połowy XVIII wieku przechowywane są w Arsenale. Insygnia cesarskie używane od czasów panowania Katarzyny II znajdują się w Diamentowym Funduszu Rosji.